# Mycale (Mycale) brownorum
Mycale (Mycale) brownorum is een gewone sponsensoort uit de familie van de Mycalidae. De wetenschappelijke naam van de soort is voor het eerst geldig gepubliceerd in 2012 door Goodwin, Brewin & Brickle.